# Столяренко, Николай Евгеньевич
Николай Евгеньевич Столяренко (род. 27 сентября 1991 или 28 сентября 1991, Ангарск, Иркутская область) — российский хоккеист, нападающий, тренер.

## Биография
Сын хоккеиста Евгения Столяренко, игравшего за ангарский «Ермак» (1989—1997) и «Кемерово» (1998—1999). Начинал играть в хоккей в шесть лет. После перерыва вернулся в 12 лет после приглашения из спортшколы новосибирской «Сибири». В сезонах 2008/09 — 2009/10 играл за «Ермак» в высшей лиге и «Ермак-2» в первой лиге. В сезонах 2010/11 — 2012/13 выступал за команду МХЛ «Амурские тигры», провёл 19 матчей в КХЛ за «Амур». Три сезона отыграл в ВХЛ за «Ермак». Сезон 2016/17 начал в пермском «Молоте-Прикамье». После семи проведённых матчей вернулся в «Ермак», затем перешёл в «Кулагер» Петропавловск (Казахстан). Выступал за «Заглембе» Сосновец (2017/18, Польша, Д2), «Сахалин» Южно-Сахалинск (2018/19 — 2019/20, Азиатская хоккейная лига — чемпион (2019), «Краматорск» (2020/21 — 2021/22, Украина).
Тренер команды «Ермака» 2007 года рождения (2022/23). Сезон 2023/24 начал тренером «Ермака» в НМХЛ, с 19 декабря по 13 января 2025 года — главный тренер.